# Enrico Corradini
Enrico Corradini (Samminiatello, 20 de julio de 1865-Roma, 10 de diciembre de 1931) fue un periodista, dramaturgo, escritor y teórico político nacionalista italiano.

## Biografía
Nacido en Samminiatello, cerca de Montelupo, el 20 de julio de 1865, en 1891 fundó la publicación Germinal.
En 1900 abandonó la redacción del periódico Il Marzocco y pasó a trabajar en la Gazzetta de Venezia. Posteriormente fundó Il Regno, publicado entre 1903 y 1906. Influido por el sorelianismo y por su mitificación de la violencia, fundó en 1910 la Asociación Nacionalista Italiana, aunque no tardó en perder el control de la organización política. De acuerdo a Stanley G. Payne estableció en la ANI una «justificación y base doctrinal» además de «una lógica más robusta del movimiento popular».
Falleció en Roma el 10 de diciembre de 1931.